# 17T busz (Nyíregyháza)
A nyíregyházi 17y jelzésű autóbusz a 17-es busz elágazójárata, amely Örökösföld és a Szélsőbokori út között közlekedik. A vonalat a Volánbusz üzemelteti.
Útvonala annyiban különbözik a 17-es járatétól, hogy Örökösföldre a Törzs u. irányából érkezik, és nem a Család u. - Szalag u. felől.

## Útvonal
Örökösföld - Szélsőbokori út:
Örökösföld - Törzs utca - Semmelweis utca - Egészségügyi Szakközépiskola - Rendelőintézet - Szegfű utca (INTERSPAR) - Kodály Zoltán Általános Iskola - Vay Ádám körút - Búza tér - Mező utca - Bethlen Gábor utca 67. - Derkovits utca 5. - Derkovits utca 73. - Dugonics utca - Rozsnyó utca - Legyező utca 14. - Legyező utca 33. - Legyező utca 65. - Szélsőbokori út
Szélsőbokori út - Örökösföld:
Szélsőbokori utca - Ív utca - Fészek utcai ABC - Legyező utca 14. - Rozsnyó utca - Dugonics utca - Derkovits utca 73. - Derkovits utca 5. - Mező u. 5. - Rákóczi utca 50. - Búza tér - Vay Ádám körút - Kodály Zoltán Általános Iskola - Szegfű utca (INTERSPAR) - Rendelőintézet - Egészségügyi Szakközépiskola - Család utca - Semmelweis utca - Törzs utca - Örökösföld